# Софія Мошевич
Софія Мошевич (івр. סופיה מושביץ'; нар. 1949, м. Харків) — піаністка, педагогиня і вчена-музикознавиця українського походження, що жила і працювала в Москві, Єрусалимі та Йоганнесбурзі, а потім переїхала до Канади в Торонто. З початку 1970-х років, Софія Мошевич ретельно вивчала творчість російського композитора Дмитра Шостаковича, особливо аналізуючи його записи виступів як піаніста. В результаті дослідження написала дві документальні книги: Піаніст Дмитро Шостакович та Музика для фортепіано, інтерпретація і виконання Шостаковичем. Мошевич також підготувала розділ про фортепіанну музику для Шостаковича з компаньйоном, під редакцією Михайла Мішра.

## Життєпис
Софія Мошевич народилася в Харкові у 1949 році в родині Марка і Матлії (Матильди) Мошвичів. Там же навчалася у школі професійної музики для обдарованих дітей. З 1967 року навчалася грі на фортепіано в Російській академії музики імені Гнесіних у Москві у майстра Наума Штаркмана.
В 1975 році емігрувала до Ізраїлю, продовжуючи свої дослідження в музикознавстві разом з Йоахімом Брауном в  Університеті імені Бар-Ілана (1976—1978 рр.).Також в цей час виступала з концертами, як солістка і акомпаніаторка, її виступи були записані для Ізраїльського телебачення. Головним чином вона виконувала твори Шостаковича. 
У 1981 році Мошевич переїхала у Південно-Африканську республіку, де вчилася і викладала у Вітватерсрандському університеті в Йоганнесбурзі. Також вона брала участь у передачах для Південно-Африканської радіомовної корпорації. Здобула стипендії від Вітватерсрандського університету, Фонду Авраама і Ольги Ліпманів, а також Південноафриканської єврейської Ради депутатів стипендії Бенджаміна Ньюмана (1983—1984 рр.).
Взяла шлюб з Арико Мошевичем (псевдонім Поупко), тому не змінювала прізвища. Народила двох дітей: Авіталь (Талі) Келлерштейн та Джонатана.

## Музикознавчі дослідження
Інтерес Мошевич до творчості Шостаковича сходить до початку 1970-х років, коли вона вчилася в академії імені Гнесіних. Мошевич з подивом виявила, що, незважаючи на загальноприйняті негативні погляди на його ранні записи музики, фортепіанні виступи Шотаковича мають цілком прийнятний рівень в порівнянні з іншими радянськими піаністами. Виходячи з цієї думки Мошевич проаналізувала велику колекцію його записів. Результатом цієї роботи стала 120-сторінкова докторська дисертація «Шостакович як перекладач власної музики: дослідження записаних виступів», яку Мошевич захистила у 1987 році у Вітватерсрандському університеті в Йоганнесбурзі.
У книзі Дмитро Шостакович — піаніст Мошевич подала власні коментарі, а також фрагмент його виступу. Книга отримала різні відгуки. Так експерт творчості Шостаковича Девід Фаннінг характеризує її як «дуже корисну», завдяки «захопленням збором фактів його творчості», але критикує авторку за недостатність «критичних слів, щоб сформулювати сильні сторони в грі». В статті у журналі DSCH Journal, Найджел Пауфорт позитивно оцінював роботу в якій, на його думку, висвітлені важливі факти біографії композитора і приділено пильну увагу деталям. На відміну від цієї думки, Марк Мазулло розкритикував роботу як «поверхневий коментар» на музику Шостаковича. Хоча він також визнав, що книга містить кілька нових ремінісценцій і цитат, які, на жаль, в рецензії не обговорюються.
Софія Мошевич також опублікувала дослідження творчості піаніста Гленна Гульда в його російському турі.